# Likertskala
Likertskalan är en skala som används i formulär eller intervjuer där forskare eller kliniker mäter olika attityder hos respondenten. Attitydmätningen utgår ifrån en observation av en eller flera reaktioner från individerna. Måttenheten bestäms genom olika sifferskalor eller genom negativa/positiva påståenden för att få fram index över flera enkelställda frågor. Respondenten får då markera i vilken grad den instämmer i frågorna. Likertskalan är den vanligaste attitydmätningen vid olika arbetsmiljöstudier, och mätningen anses fungera väl i de flesta fallen.
Att variera ordningen på svarsalternativen, ändra inställningen i frågorna och försöka skapa varierade frågor kan göra att man kan urskilja respondenter som svarat sanningsenligt och konsekvent från dem som svarat för att snabbt bli klara med frågorna. Detta gäller också då det finns en bakomliggande struktur i frågorna. Exempelvis borde en undersökning som rör en viss tvättsvamp för bilar kunna utformas så att respondenterna får svara om svampen repar eller skadar bilen på något sätt. I de fall där respondenterna svarat jakande på en sådan fråga kan man förvänta sig att det totala omdömet blir negativt. 
Det råder delade uppfattningar om huruvida Likertskalan är en ordinalskala eller en intervallskala - alltså om det är lika stor skillnad mellan varje steg på skalan eller ej. Å ena sidan väljs både frågan och svarsalternativen godtyckligt av forskaren, och bygger alltså inte på någon annan, objektiv numerisk skala. Å andra sidan görs Likertskalor oftast symmetriska och undersökningar har visat att vid jämförelse med andra intervallskalor genererar Likertskalor ofta liknande resultat.
Likertskalor har oftast fem skalsteg, men även sju förekommer.
Exempel på frågor enligt likertskala:
Ringa in den siffra som representerar hur du känner för schampot du har fått testa i en vecka.
Jag är nöjd med det
- Starkt emot--1--2--3--4--5--6--7--starkt för

Det är enkelt att använda
- Starkt för--1--2--3--4--5--6--7--starkt emot

Det får mitt hår att glänsa
- Starkt emot--1--2--3--4--5--6--7--starkt för

Min hårbotten blir irriterad av det
- Starkt emot--1--2--3--4--5--6--7--starkt för

Likertskalan utvecklades av organisationspsykologen Rensis Likert. 